# Monika Willi
 (septembre 2024).
Si vous disposez d'ouvrages ou d'articles de référence ou si vous connaissez des sites web de qualité traitant du thème abordé ici, merci de compléter l'article en donnant les références utiles à sa vérifiabilité et en les liant à la section « Notes et références ».
Pour les articles homonymes, voir Willi.
Monika Willi, également appelée Mona Willi, est une monteuse et réalisatrice autrichienne, née le 29 mai 1968 à Innsbruck (Autriche).
Elle est principalement connue pour avoir monté les films de réalisateurs tels que Michael Haneke (dont Amour, Oscar du meilleur film étranger en 2013), Michael Glawogger et Barbara Albert.
En 2013, elle a reçu l'Österreichischer Filmpreis, et à été nommée au César du meilleur montage pour Amour.
Après la disparition du réalisateur autrichien Michael Glawogger en 2014 au Libéria, d'une crise de paludisme sur le tournage de Untitled, Monika Willi a réalisé un premier documentaire à partir de plus de 70 heures de rushes. Le film a été dévoilé en première mondiale à la Berlinale 2017 et a également servi de film d'ouverture à la Diagonale, festival autrichien, en 2017 — une première pour un documentaire.
En 2017, elle a été invitée à rejoindre l'Academy of Motion Picture Arts and Sciences.
En 2018, elle a collaboré comme monteuse principale avec le cinéaste hongkongais Juno Mak sur Sons of the Neon Light marquant sa première réalisation hors d’Europe.

## Biographie
Après avoir obtenu son baccalauréat en 1987 (avec des spécialités en français, latin et anglais), Monika Willi quitte Innsbruck pour s’installer à Vienne, où elle vit et travaille depuis.
Elle commence sa carrière en tant qu'assistante caméra, monteuse, puis productrice de documentaires pour la télévision autrichienne.
En 1996, elle devient monteuse indépendante.

## Filmographie partielle
- 1997 : Suzie Washington de Florian Flicker
- 1999 : Banlieue nord de Barbara Albert
- 2000 : Der Überfall/Hold-up de Florian Flicker
- 2001 : La Pianiste de Michael Haneke
- 2002 : Le Temps du loup de Michael Haneke
- 2003 : Ne fais pas ça de Luc Bondy
- 2003 : Böse Zellen/Free radicals de Barbara Albert
- 2004 : Workingman's Death de Michael Glawogger
- 2007 : Funny Games U.S. de Michael Haneke
- 2007 : Contact High de Michael Glawogger
- 2009 : Le Ruban blanc de Michael Haneke
- 2010 : Whores' Glory de Michael Glawogger
- 2011 : Amour de Michael Haneke
- 2012 : The Dead and The Living de Barbara Albert
- 2013 : Così fan tutte, téléfilm de Michael Haneke
- 2014 : Cathedrals of Culture - segment de Michael Glawogger
- 2014 : Last Summer de Leonardo Guerra Seràgnoli
- 2015 : Thank you for bombing de Barbara Eder
- 2017 : Untitled de Monika Willi et Michael Glawogger(†)
- 2017 : Happy End de Michael Haneke
- 2017 : Styx de Wolfgang Fisher
- 2025 : Fung lam fo saan (风林火山) de Juno Mak

## Récompenses
- Österreichischer Filmpreis, prix Meilleur montage pour Styx de Wolfgang Fischer, Vienne (Autriche) 2019
- Österreichischer Filmpreis, prix Meilleur montage et Meilleur documentation pour Untitled de Monika Willi et Michael Glawogger, Vienne (Autriche) 2018
- Award pour Meilleur documentaire cinématographique au Cork Film Festival pour Untitled de Monika Willi et Michael Glawogger, Cork (Irlande) 2017
- 9e Wiener Filmpreis à la Viennale prix Meilleur documentaire pour Untitled de Monika Willi et Michael Glawogger, Vienna (Autriche) 2017
- Mention Spécial pour Untitled au Docs MX Festival à Mexico (Mexique)
- Fünf Seen Filmfestival, prix Meilleur documentaire pour Untitled de Monika Willi et Michael Glawogger, Starnberg (Allemagne) 2017
- Ministère de l'Art et de la Culture Autrichienne, prix de l'Artiste remarquable pour Filmkunst 2017
- Beldoc Filmfestival, prix Meilleur documentaire pour Untitled de Monika Willi et Michael Glawogger, Belgrade 2017
- Diagonale, prix Meilleur montage artistique (avec Ulrike Kofler et Christoph Brunner) pour Wilde Maus (La Tête à l'envers) de Josef Hader, Graz (Autriche) 2017
- Österreichischer Filmpreis, prix Meilleur montage pour Thank you for bombing de Barbara Eder, Vienne (Autriche) 2017
- Film+, prix Meilleur montage pour Thank you for Bombing de Barbara Eder, Cologne (Allemagne) 2016
- Österreichischer Filmpreis, prix Meilleur montage pour Die Lebenden de Barbara Albert, Vienne (Autriche) 2013
- Film+, prix Meilleur montage pour Le Ruban blanc de Michael Haneke, Cologne (Allemagne) 2010
- Max Ophüls Femina Film Award, prix Meilleur montage pour Suzie Washington de Florian Flicker, Saarbrucken 1998

### Nominations
- German Film Award 2010 : Meilleur montage pour Le Ruban blanc
- Österreichischer Filmpreis 2012 : Meilleur montage pour Whores' Glory
- César 2013 : Meilleur montage pour Amour
- Millennium Docs Against Gravity Film Festival 2017  pour Untitled
- Institute of Documentary Film 2017 : Silver Eye Award pour Untitled
- Film+ 2017 : Meilleur montage pour Untitled
- Deutscher Filmpreis 201 : Meilleur montage pour Styx
- Deutscher Kamerapreis 2019 : Meilleur montage pour Styx
- Preis der deutschen Filmkritik 2019 : Meilleur montage pour Styx
- Oscars 2023 : Meilleur montage pour Tár